# Francesco Paolo Casavola
(Francesco Paolo Casavola)
Francesco Paolo Casavola (Taranto, 12 gennaio 1931) è un giurista italiano.

## Biografia

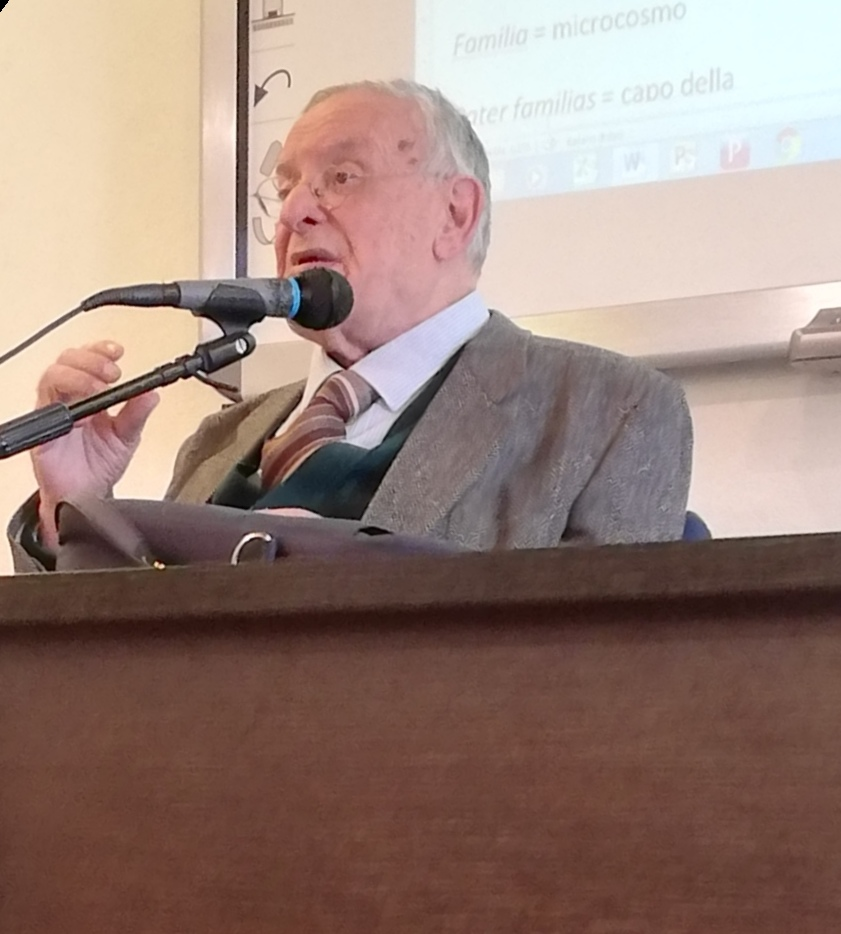
Casavola tiene una lezione nel 2019

Professore di diritto romano, ha conseguito la libera docenza in diritto romano nel 1958. In gioventù ha fatto parte della FUCI e in seguito del MEIC, di cui è stato presidente nazionale dal 1981 al 1983. Ha insegnato Istituzioni di diritto romano prima presso l'Università di Bari (1960) e poi presso l'Università Federico II di Napoli dove ha ricoperto il ruolo di Preside della Facoltà di Giurisprudenza dal 1983 al 1986. Dal 2004 al 2013 è stato professore a contratto di Storia del diritto romano presso l'Università Suor Orsola Benincasa di Napoli. Attualmente ricopre, presso il medesimo Ateneo, la carica di Presidente del Centro Studi sui Fondamenti del diritto antico.
Nominato giudice costituzionale dal Parlamento il 6 febbraio 1986, giura il 25 febbraio 1986. È eletto presidente l'11 novembre 1992. Ha esercitato le funzioni dal 15 novembre 1992. Cessa dalla carica di presidente il 25 febbraio 1995. Negli anni 1993-1994 ha fatto parte della Commissione di arbitrato per l'ex-Jugoslavia. È stato, inoltre, Garante per l'editoria e la radiodiffusione (1996-1998).
Nominato presidente del Comitato nazionale per la bioetica nel 2006.
Inoltre, dal 1998 al 2009 è stato presidente dell'Istituto dell'Enciclopedia Italiana. Ha pubblicato con Guida Editore, nel 2010, "Ritratti italiani" un saggio che celebra i 150 anni dell'unità d'Italia.

## Opere
- Studi sulle azioni popolari romane: le "actiones populares", Napoli, Jovene, 1958, ISBN 978-88-24310-08-6.
- Lex Cincia. Contributo alla storia delle origini della donazione romana, Napoli, Jovene, 1960.
- Actio petitio persecutio, Napoli, Jovene, 1965, ISBN 978-88-24300-90-2.
- Quale futuro politico per i cattolici?, Torino, Società Editrice Internazionale, 1997, ISBN 978-88-05057-52-8.
- Sententia legum tra mondo antico e moderno (3 volumi), Napoli, Jovene, 2000-2004, ISBN 978-88-24313-39-1.
- Custodia del tempo: interventi critici tra cronaca e storia (1974-2001), Roma, Salerno Editrice, 2003.
- Persona, natura, corporeità, Fidenza, Mattioli 1885, 2008, ISBN 978-88-62610-37-7.
- Ritratti italiani. Individualità e civiltà nazionale tra XVIII e XXI secolo, Napoli, Guida Editori, 2010, ISBN 978-88-66660-52-1.
- Giuristi adrianei, Roma, L'Erma di Bretschneider, 2011, ISBN 978-88-82656-10-2.
- Bioetica: una rivoluzione postmoderna, Roma, Salerno Editrice, 2013, ISBN 978-88-84028-99-0.
- Tornare alle radici. Per la ricostruzione delle basi della democrazia, Assisi, Cittadella editrice, 2014, ISBN 978-88-30813-95-3.
- L'etica pubblica tra valori e diritti, Assisi, Cittadella editrice, 2015, ISBN 978-88-30814-89-9.
- Isola sacra. Alle origini della famiglia, con Francesco Lucrezi e Dario Annunziata (coautori), Napoli, Editoriale Scientifica, 2019, ISBN 978-88-93915-75-5.
- De dignitate hominis. Scritti di bioetica, Sesto San Giovanni, Mimesis, 2019, ISBN 978-88-57554-66-2.